# Aegisub
Aegisub — багатоплатформовий редактор субтитрів.
Популярний серед фенсаберів. Має розширені можливості зі створення караоке. Дає змогу перевіряти орфографію та редагувати переклади. Підтримує як субтитри формати SRT, ASS, SSA, SUB, XSS, PSB і форматований TXT. Для таймінгу в нього можна завантажити:
- аудіофайли — у форматах WAV, MP3, Ogg Vorbis, FLAC, MP4, AC3, AAC та MKA
- відеофайли — у форматах AVI, AVS, D2V, MKV, OGM, MP4, MPEG, MPG та VOB

Може працювати з анаморфорним відео.